# 博多港
33°36′18.48″N 130°23′50.69″E / 33.6051333°N 130.3974139°E

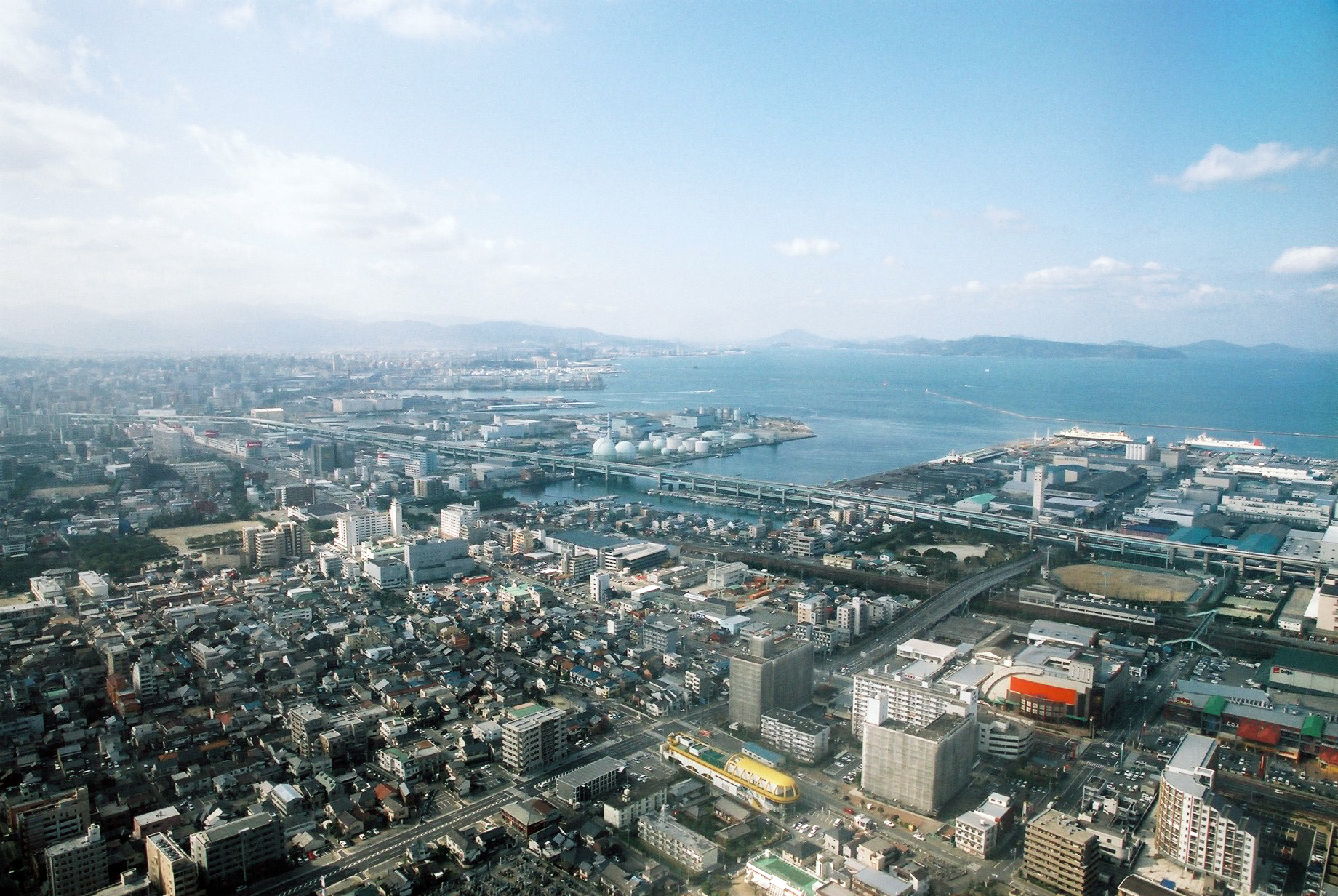
博多港的空照圖，主要設施是東濱碼頭

博多港（日语：／ Hakata-kō），是日本福岡縣福岡市的港湾。港湾管理者是福岡市政府。根據日本港灣法上是國際據點港湾、港則法上是被指定為特定港口。面向博多灣。1899年8月4日正式開港。古時候被呼稱：那の津、那大津、博多津。
近年、博多港是支撐九州地域經濟的中樞港灣，為了確保在東亞諸港的国際競争力，加強了貨運轉運中心的整備，形成高度物流的據點港灣。整體外貿貨櫃運輸量佔日本國內第6位。

## 概要

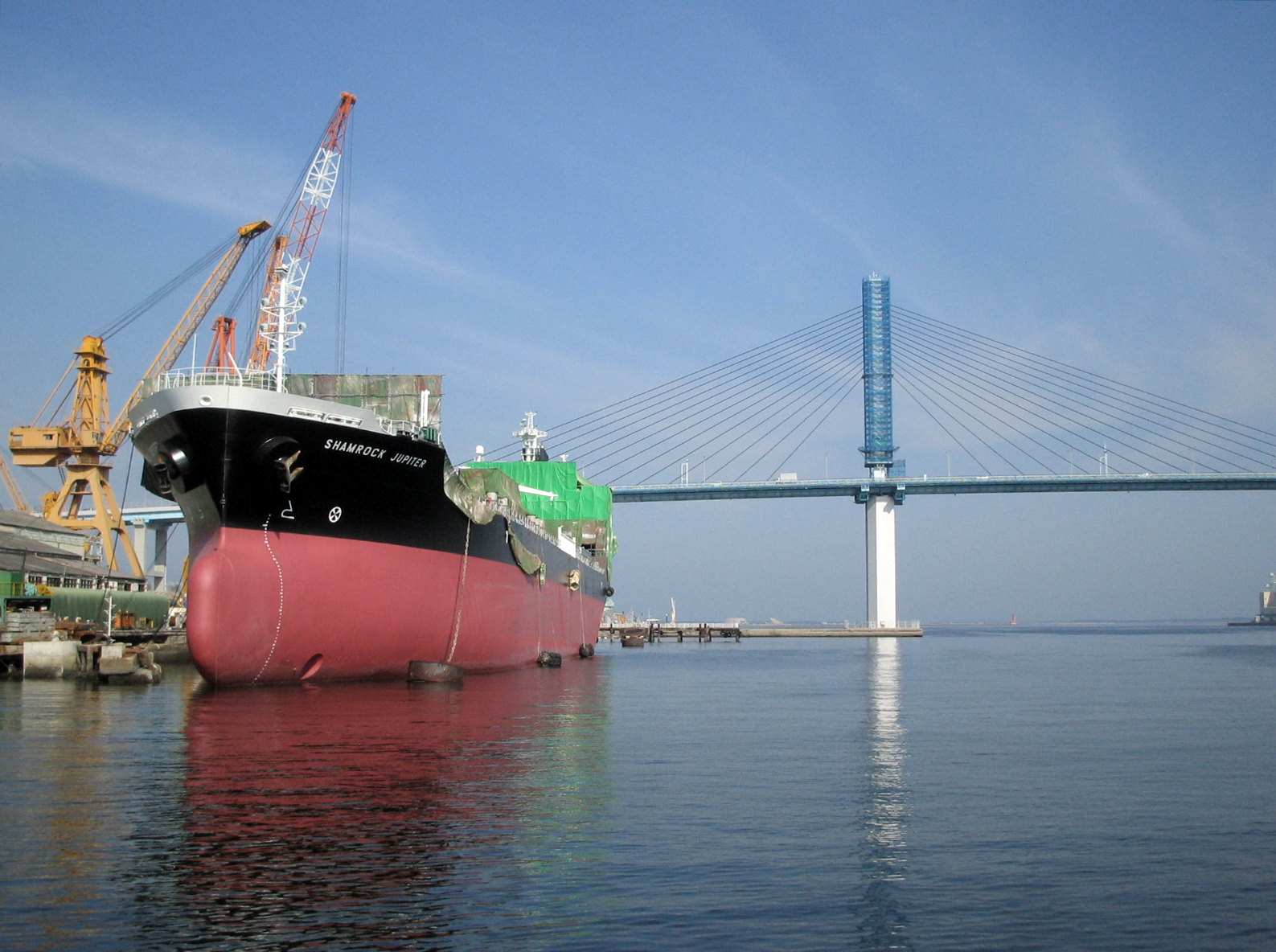
荒津地区

## 外貿貨櫃運輸航路
- Westwood Shipping Lines（美國）
  - 西雅圖、温哥华（華盛頓州）、長景市（華盛頓州）、釜山
- 快桅（MAERSK LINE）（丹麦）
  - 丹戎帕拉帕斯港（馬來西亞）、尼赫鲁港（印度）、卡西姆港（巴基斯坦）、新加坡、香港、盐田（深圳）、光陽、釜山
- 日本郵船 (NYK)（日本）／現代商船（HYUNDAI）（韓国）／暹逻航运国际（SPIC, Siam Paetra International Co.,Ltd.）（泰國）
  - 胡志明市（越南）、林查班（泰国）、曼谷、马尼拉、上海、青島、釜山
- 陽明海運 (YANG MING)
  - 林查班、曼谷、香港、高雄、台中、基隆
- 萬海航運／長榮海運
  - 香港、高雄、基隆、台中
- 万海航运
  - 曼谷、林查班、香港、高雄、基隆、台中
  - 高雄、香港、塩田
- 長榮海運
  - 台中、高雄、香港、蛇口（深圳）
  - 新加坡、馬尼拉、巴生港（馬來西亞）、丹戎帕拉帕斯港、檳城（馬來西亞）、巴西古当（馬來西亞）、基隆、台中、高雄、香港、釜山、光陽
- 商船三井 (MOL)（日本）
  - 林查班、曼谷、馬尼拉、釜山
- 山東省煙台国際海運公司 (SYMS)（中国）
  - 海防（越南）、防城港（中華人民共和國廣西壯族自治區）、赤湾、廈門、香港、上海、釜山
- 新海豐集装箱運輸有限公司 (SITC)（中国）
  - 馬尼拉、廈門、上海、釜山

### 中國大陸
- GENEQ（ACACIA LINE）（日本）
  - 大連、青島
- 浩達船務有限公司 (FAIR WIND SHIPPING)（中国）
  - 煙台（山東省）、石島（山東省）
- SYMS
  - 上海
  - 連雲港、青島
  - 天津、大連、煙台
  - 上海、寧波、釜山、光陽
  - 煙台、大連
  - 煙台、石島、釜山
- SITC
  - 煙台、青島
  - 上海、寧波
- 天敬海運 (CK Line)（韓国）
  - 上海、寧波、釜山、蔚山
  - 天津、大連、釜山、蔚山
- 上海快航（日本）滚装船
  - 上海
- 東進商船 (Dong-Jin)（韓国）
  - 上海、釜山、蔚山
- 安通海運国際有限公司 (Onto Shipping International)（中国）
  - 上海
- 大連集發環渤海集装箱運輸有限公司 (DBR)（中国）
  - 大連、威海
- 大連威蘭德船務有限公司 (Winland Shipping)（中国）
  - 天津、大連

### 韓国
- 東進商船
  - 釜山
  - 麗水 (2012.5.12~8.12) 麗水世界博覧会 期間運航
- Camellia Line（日本）滚装船
  - 釜山
- Camellia Line
  - 釜山　
  - 麗水 (2012.5.12~8.12) 麗水世界博覧会 期間運航
- 興亞海運 (Heung-A)
  - 釜山
- United Arab Shipping Company (UASC)（科威特）
  - 釜山
- 美國總統輪船（APL, 美國）
  - 釜山
- Sinokor Merchant Marine CO.,Ltd. (SINOKOR)（韓国）
  - 釜山、光陽
- 南星海運 (Nam Sung Shipping)（韓国）
  - 釜山
- 達飛海運（CMA CGM）（法国）

## 博多港港勢

### 海運進出口數據
- 貨物量
  - 外國貿易
    - 出口：7,046,473噸(前年比101.0%)
    - 進口：11,251,626噸(前年比98.1%)

  - 國內貿易
    - 輸出：3,763,569噸(前年比107.3%)
    - 輸入：10,292,461噸(前年比105.6%)

## 歷史
- 7～8世紀時，這裡是鴻臚館。
- 8世紀時，遣隋使、遣唐使、遣新羅使從那の津開始啟航。
- 1019年 （宽仁3年） 刀伊进攻博多湾 （刀伊入寇）
- 11世紀後半　被称为博多綱首（はかたこうしゅ） 的宋人貿易商在此生活，建成了大唐街。
- 1274年， 元與高麗聯軍於博多港登陸，博多的町區是主戰場。（文永之役）
- 1281年，元軍再次來襲（弘安之役），但又遭遇颱風。
- 1633年，除了奉書船以外的船隻，禁止民間的渡航，是日本第1次鎖國令。
- 1639年（宽永15年） 禁止葡萄牙船只来航。
- 1784年，發現漢倭奴國王金印，於志賀島。
- 1883年（明治16年） 和下关港、严原港一起被指定为一般开港外的对朝鮮特別貿易港，由事业家建設了法国产的反射镜式灯台。
- 1889年（明治22年） 指定为仅限于大米，小麦，面粉，煤炭和硫磺五大类的特別輸出港。
- 1890年（明治23年） 由博多栈桥会社建设的木制栈桥建成。
- 1896年（明治29年） 指定为開港外貿易港。
- 1898年（明治31年） 1889年的五大类中新加入了木炭、水泥、硫酸、锰矿、次氯酸钙。
- 1899年（明治32年） 接受了開港的指定。
- 1927年（昭和2年） 指定为第2種重要港湾。
- 1936年（昭和11年） 博多港修築第1期工程竣工，現在的中央码头的一部分完工，举办了博多筑港纪念大博览会。
- 1939年（昭和14年） 指定为第1種重要港湾。
- 1945年（昭和20年） 福岡大空襲中受灾，在博多湾内布放了水雷，战败後指定为海外引揚援護港。
- 1951年（昭和26年） 指定为重要港湾。
- 1973年（昭和48年） 箱崎地区的填海竣工。
- 1974年（昭和49年） 博多码头竣工。
- 1976年（昭和51年） 东滨码头、香椎地区竣工。
- 1986年（昭和61年） 地行、百道地区竣工。
- 1988年（昭和63年） 小户、姪浜地区竣工。
- 1989年（平成元年） 举办了亚洲太平洋博览会。
- 1990年（平成2年） 升格为特定重要港湾（现为国際拠点港湾），开航国际客轮。
- 1991年（平成3年） Bayside Place HAKATA开业。
- 1993年（平成5年） 博多港国際ターミナル与福冈海购城奥特莱斯开业。
- 1995年（平成7年） 指定为中枢国際港湾。
- 1998年（平成10年） 香椎パークポート竣工。

- 2000年，アイランドシティ的一部分竣工。
- 2003年， アイランドシティ國際貨櫃轉運站啟用開始，上海至博多的高速貨物船開始航行。
- 2005年3月20日，發生福岡縣西方沖地震，其港灣設施很多受到損害，與港湾設施有關的損害金額約140億日圆。

## 姊妹港與友好港口城市

### 姊妹港
- 奧克蘭港（紐西蘭）

### 貿易協力港
- 奧克蘭港（美國加州）
- 泽布吕赫港（Zeebrugge）（比利时）

### 友好港
- 上海港（中国）
- 廣州港（中国）

### 相互交流港
- 大連港（中国）
- 天津港（中国）

## 關聯項目
- 博多
- 博多區
- 大宰府
- 伊都國
- 釜山港國際客運碼頭：有跨國高速客輪連結至博多港

## 外部連結
- 博多港公式サイト - 福岡市港湾局（页面存档备份，存于）
- 博多港開発株式会社（页面存档备份，存于）
- 博多港ふ頭株式会社（页面存档备份，存于）
- 社団法人福岡貿易会（页面存档备份，存于）
- 社団法人博多港振興協会（页面存档备份，存于）
- 博多湾マリンネット（页面存档备份，存于）